# Bill of Rights (1689)

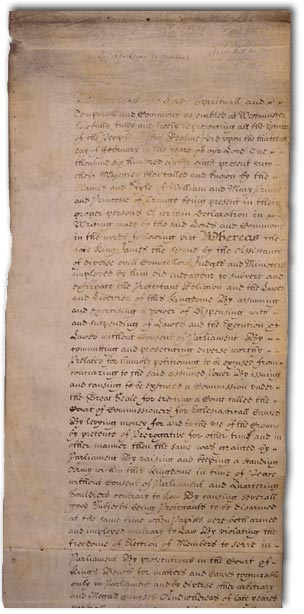
De Bill of Rights van 1689

De Bill of Rights is een wettelijk document dat in 1689 werd aangenomen door het parlement van Engeland, en die de basis vormde voor een democratische parlementaire monarchie in dat land.
Na de dood van Olivier Cromwell (1658), die Engeland tot republiek had uitgeroepen, werd het koningschap weliswaar hersteld onder Karel II, maar de verhouding tussen koning en parlement bleef gespannen. De koninklijke willekeur werd aan banden gelegd door de Habeas Corpus Act van 1679, waardoor niemand meer gevangengehouden kon worden zonder gerechtelijk bevel. Toen koning Jacobus II het katholicisme weer leek te willen invoeren, legde het parlement contact met diens schoonzoon, de Hollandse stadhouder Willem III. Aan hem en zijn vrouw Maria werd het koningschap aangeboden. Na Willems aankomst in 1688 vluchtte Jacobus naar het buitenland; deze geweldloze staatsgreep wordt de Glorious Revolution genoemd. Na de kroning van de stadhouder en zijn vrouw werden ze gedwongen de Bill of Rights te erkennen, waarin de vrijheden van het volk en het parlement werden opgesomd. Samen met de Magna Carta uit 1215 vormde de Bill of Rights de basis voor de Engelse democratie.

## Gerelateerd onderwerp
- Bill of Rights (Verenigde Staten)